# موهان ديب
موهان ديب (بالإنجليزية: Mohan Deep)‏ هو كاتب سير هندي، ولد في 1948 في أغرة في الهند.

## وصلات خارجية
- الموقع الرسمي